# Euthyone trimaculata
Euthyone trimaculata är en fjärilsart som beskrevs av Jones 1908. Euthyone trimaculata ingår i släktet Euthyone och familjen björnspinnare. Inga underarter finns listade i Catalogue of Life.